# Äußeres Einlasstor
Das Äußere Einlasstor war ein Stadttor am südöstlichen Rand der Altstadt von München.
Es wurde 1633 seitlich vom (inneren) Einlasstor etwa 100 m nach Süden versetzt errichtet und diente als Durchlass der Wallbefestigung. Von dort führte der Weg durch den Wall gedeckt am Stadtgrabenbach entlang zu der Brücke vor dem Einlasstor.
An das Äußere Einlasstor erinnert der Straßenname „Am Einlaß“ und eine Gedenktafel am Haus Nr. 1 dieser Straße mit folgendem Text: „Hier stand das äußere Einlaßthor, erbaut im Jahre 1633, abgebrochen im Jahre 1844“.